# San Francisco Warriors 1964-1965
La stagione 1964-65 dei San Francisco Warriors fu la 16ª nella NBA per la franchigia.
I San Francisco Warriors arrivarono quinti nella Western Division con un record di 17-63, non qualificandosi per i play-off.

## Risultati
| Squadra                | V  | P  | %    | GB |
| ---------------------- | -- | -- | ---- | -- |
| Los Angeles Lakers     | 49 | 31 | 61,3 | -  |
| St. Louis Hawks        | 45 | 35 | 56,3 | 4  |
| Baltimore Bullets      | 37 | 43 | 46,3 | 12 |
| Detroit Pistons        | 31 | 49 | 38,8 | 18 |
| San Francisco Warriors | 17 | 63 | 21,3 | 32 |

## Roster
| N°   | Naz.                   | Ruolo | Sportivo         | Anno | Alt. | Peso \|\| |
| ---- | ---------------------- | ----- | ---------------- | ---- | ---- | --------- |
| 5    | Stati Uniti (bandiera) | G     | Guy Rodgers      | 1935 | 183  | 84        |
| 7    | Stati Uniti (bandiera) | GA    | Gary Phillips    | 1939 | 191  | 86        |
| 9    | Stati Uniti (bandiera) | GA    | George Lee       | 1936 | 193  | 91        |
| 12   | Stati Uniti (bandiera) | G     | Gary Hill        | 1941 | 193  | 84        |
| 13   | Stati Uniti (bandiera) | C     | Wilt Chamberlain | 1936 | 216  | 125       |
| 14   | Stati Uniti (bandiera) | A     | Tom Meschery     | 1938 | 198  | 98        |
| 15   | Stati Uniti (bandiera) | G     | Bud Koper        | 1942 | 198  | 95        |
| 15   | Stati Uniti (bandiera) | G     | Paul Neumann     | 1938 | 185  | 79        |
| 16   | Stati Uniti (bandiera) | G     | Al Attles        | 1936 | 183  | 79        |
| 17   | Stati Uniti (bandiera) | A     | Cotton Nash      | 1942 | 196  | 98        |
| 18-9 | Stati Uniti (bandiera) | AC    | Connie Dierking  | 1936 | 206  | 101       |
| 34   | Stati Uniti (bandiera) | GA    | Barry Kramer     | 1942 | 193  | 91        |
| 34   | Stati Uniti (bandiera) | A     | John Rudometkin  | 1940 | 198  | 93        |
| 42   | Stati Uniti (bandiera) | AC    | Nate Thurmond    | 1941 | 211  | 102       |
| 55   | Stati Uniti (bandiera) | AC    | Wayne Hightower  | 1940 | 203  | 87        |
| 71   | Stati Uniti (bandiera) | AC    | McCoy McLemore   | 1942 | 201  | 104       |

## Staff tecnico
- Allenatore: Alex Hannum
- Vice-allenatore: George Lee